# 布赖恩·泰勒

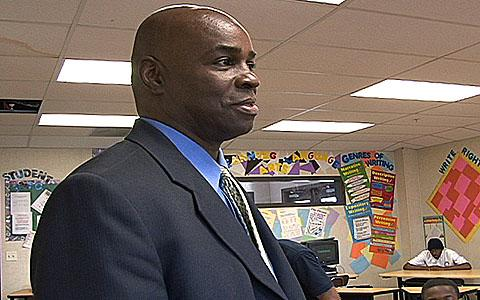

布赖恩·德怀特·泰勒（英語：Brian Dwight Taylor，1951年6月9日—），美国前职业篮球运动员。曾经是普林斯顿大学篮球队的头号篮球手，后来成为职业篮球手。现在是洛杉矶面向少数族裔的一组要求严格的学校的总管。
泰勒是1971年的长青藤联盟的新手，两年后成为美国篮球协会的新手。他帮助美国篮球协会（ABA）的纽约网队（今新泽西网队）两度获得冠军。后来，他为国家篮球协会（NBA）的圣迭戈快船队（今洛杉矶快船队）和堪萨斯城国王队（今萨克拉门托国王）及丹佛掘金队打球。经历了10年的职业体育运动之后，他返回普林斯顿完成学业，获得学位。